# Das silberne Kreuz
Das silberne Kreuz ist ein deutsches Stummfilmdrama aus dem Jahr 1913 von Walter Schmidthässler mit Tony Sylva in der Hauptrolle.

## Handlung
Eine junge Bäuerin liebt einen anderen jungen Mann mit Namen Hans. Doch der war arm und dann auch vom Militär eingezogen – keine ideale Voraussetzung für ein junges Paar mit großen Träumen. So entschied sich die junge Frau, lieber einen Großbauern zu heiraten, den sie zwar nicht liebte, der ihr aber ein Leben in materiellem Wohlstand versprach. Nach dem Ende seines Militärdienst erscheint Hans eines Tages auf des Großbauern Hof und verdingt sich dort, wo seine nunmehr Ex-Geliebte als Großbäuerin waltet, als Knecht.
Es kommt wie es kommen muss: die alten Gefühle brechen wieder auf, und beide setzen ihre Beziehung dort fort, wo sie dereinst selbige unterbrochen hatten. Es kommt zum Äußersten, und nach dem Liebesakt an einem lauschigen Frühlingsmorgen schenkt die Jungbäuerin ihrem Hans das titelgebende silberne Kreuz als Andenken an beider Schäferstündchen. Die junge Frau wird prompt schwanger und erkrankt im Wochenbett schwer. Im Angesicht des eigenen Todes beichtet die Bäuerin ihrem Mann den Fehltritt und erklärt ihm auch die Bedeutung des silbernen Kreuzes, das der Knecht bei sich trägt. Als Hans vom Tode seiner Liebsten hört nimmt er sich das Leben.

## Produktionsnotizen
Das silberne Kreuz, Untertitel Eine Dorftragödie, entstand im Vitascope-Atelier in Berlins Lindenstraße 32–34. Der dreiaktige Film passierte im Juli 1913 die Filmzensur und wurde am 24. Oktober 1913 uraufgeführt.

## Kritik
„Das Bild ist von einer rührenden Einfachheit und wirkt überwältigend. Namentlich die Szenen an einem Frühlingsmorgen, an dem zwei Menschenkinder lustig in die Welt ziehen ist voll jugendfroher Stimmung.“